# Graniczna Placówka Kontrolna Szczecin-Gumieńce

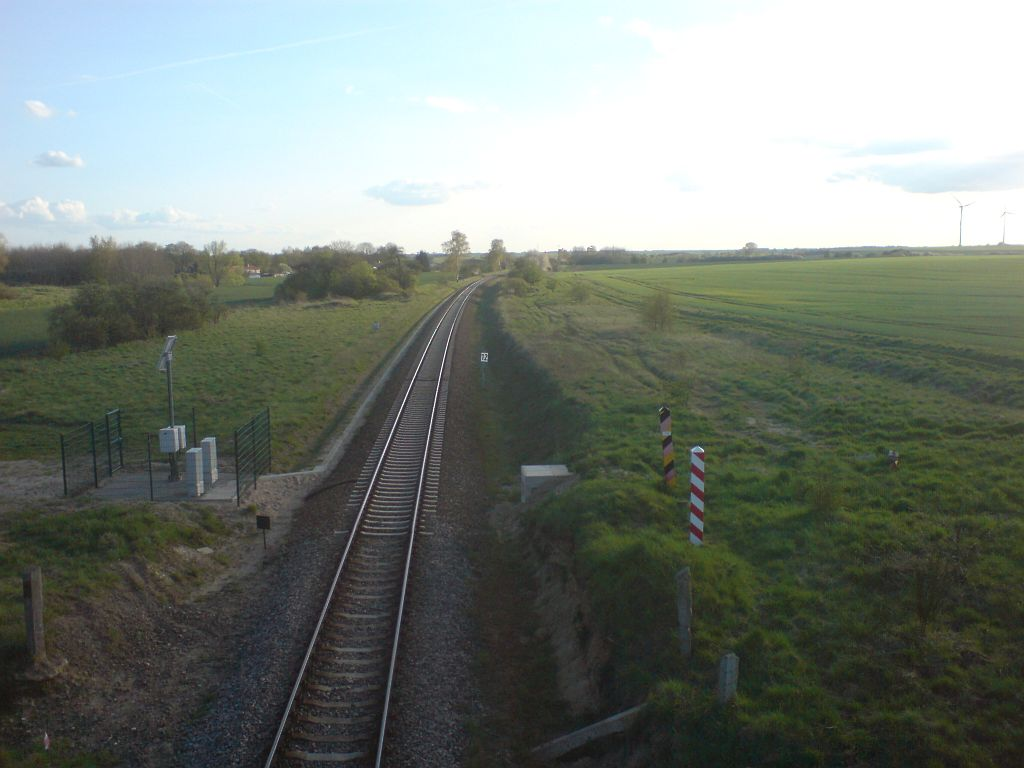
Przejście graniczne Szczecin Gumieńce-Tantow

Graniczna Placówka Kontrolna Szczecin-Gumieńce:
1. pododdział Wojsk Ochrony Pogranicza pełniący służbę na przejściach granicznych z Niemcami: Szczecin Gumieńce - Tantow, Szczecin Gumieńce - Grambow.
2. graniczna jednostka organizacyjna polskiej straży granicznej pełniący służbę na przejściu granicznym i realizująca zadania w ochronie granicy państwowej.

## Formowanie i zmiany organizacyjne
Jesienią 1946 sformowany został kolejowy Przejściowy Punkt Kontrolny Szczecin-Gumieńce kategorii B o etacie nr 7/11. W 1948 nastąpiła kolejna reorganizacja Wojsk Ochrony Pogranicza. Oddziały WOP przeformowano w brygady ochrony pogranicza, a GPK WOP Szczecin-Gumieńce przemianowano na Graniczną Placówkę Ochrony Pogranicza Szczecin-Gumieńce i przeformowano według etatu nr 7/52.
W 1948 Graniczna Placówka Kontrolna nr 13 „Gumieńce” (kolejowa) podlegała 8 Brygadzie Ochrony Pogranicza.
W 1950 przeformowana na etat nr 096/23. Rozformowana w 1952  (w marcu 1953)
Rozkazem organizacyjnym dowódcy WOP nr 0148 z 2.09.1963 odtworzono GPK Szczecin-Gumieńce.

## Dowódcy granicznej placówki kontrolnej
- kpt. Ilia Sznajdleder (był w 10.1946)[b].
- mjr Stanisław Plis (1963–1964)
- ppłk Zbigniew Miś (od 21.05.1979)[4].